# Jerzy Nejman
Jerzy Nejman (ur. 7 września 1931 w Zduńskiej Woli, zm. 2 kwietnia 2007 w Łodzi) – polski aktor i reżyser teatralny, chórzysta i śpiewak operetkowy, związany z Teatrem Muzycznym w Łodzi przez ok. 40 lat.

## Edukacja
Ukończył prawo na Uniwersytecie Łódzkim. Równolegle uczył się w Państwowej Szkole Muzycznej w Łodzi.

## Kariera teatralna
W latach 1955–1958 pracował jako chórzysta w Operze Łódzkiej. W 1958 r. podpisał umowę z Państwową Operetką (przemianowaną następnie na Teatr Muzyczny) w Łodzi i z tą sceną był związany do końca kariery. Pracował głównie jako solista-wokalista. Wykonywał partie w operetkach, wodewilach i komediach muzycznych. Wystąpił m.in. w przedstawieniach: Bal w operze, Cnotliwa Zuzanna, Rozkoszna dziewczyna, Panna Wodna, Król włóczęgów, Kwiat Hawai, Biała akacja Izaaka Dunajewskiego, Fantastyczny rejs, Piękna Helena, Fajerwerk, Dama od Maxima Georges'a Feydeau, Kariera Nikodema Dyzmy, Domek trzech dziewcząt z muzyką Franza Schuberta, Sewastopolski walc Konstantego Listowa, Czar walca, Machiavelli Jerzego Wasowskiego, Kraina uśmiechu, Hrabina Marica, Gigi Fredericka Loewego oraz Zemsta nietoperza. Pracował również jako asystent reżysera i reżyser m.in. przy sztuce Jaś i Małgosia wystawionej w 1992 r.

## Rola filmowa
Wystąpił incydentalnie w filmie Twarz anioła (1970) w reżyserii Zbigniewa Chmielewskiego.

## Odznaczenia
- Złoty Krzyż Zasługi[4]
- Odznaka „Zasłużony Działacz Kultury” (1987)
- Honorowa Odznaka Miasta Łodzi[1]